# 和田保彦
和田 保彦（わだ やすひこ、1990年7月23日 - ）は、千葉県出身のバスケットボール選手である。ポジションはシューティングガード。

## 来歴
2006年4月、船橋市立船橋高等学校に進学。2年生時よりベンチ入りし、2007年全国高等学校総合体育大会バスケットボール競技大会（インターハイ）と2008年全国高等学校バスケットボール選抜優勝大会（ウィンターカップ）でベスト8。
2009年4月、大東文化大学に進学。
2013年、bjリーグドラフト会議で仙台89ERSに1巡目指名されて入団。1年目から49試合（先発42試合）に出場した。2014-15シーズン終了後に退団し、信州ブレイブウォリアーズに移籍。2018-19シーズンからは島根スサノオマジックに移籍。
2021年引退。

## 経歴
- 船橋市立習志野台中学校（2003-06） - 船橋市立船橋高等学校（2006-09） - 大東文化大学（2009-13） - 仙台89ERS（bjリーグ、2013-2015） - 信州ブレイブウォリアーズ（2015-2018） -島根スサノオマジック（2018-2019）-山形ワイヴァンズ（2019-2021)

## 記録
| シーズン | チーム | GP | GS | MPG  | FG%  | 3P%  | FT%  | RPG | APG | SPG | BPG | TO  | PPG |
| -------- | ------ | -- | -- | ---- | ---- | ---- | ---- | --- | --- | --- | --- | --- | --- |
| 2013-14  | 仙台   | 49 | 42 | 19.5 | .360 | .315 | .643 | 1.7 | 2.0 | 0.7 | 0.1 | 1.5 | 6.8 |
| 2014-15  | 仙台   | 52 |    | 14.7 | .349 | .328 | .792 | 1.1 | 0.8 | 0.4 | 0   | 1.1 | 3.8 |
| 2015-16  | 信州   |    |    |      |      |      |      |     |     |     |     |     |     |